# Mullissu-mukannišat-Ninua
Mullissu-mukannišat-Ninua war die Gemahlin des assyrischen Königs Aššur-nâṣir-apli II.  (regierte von 883 bis 859 v. Chr.) und die Mutter seines Nachfolgers Šulmanu-ašared III. Sie selbst war die Tochter des Truchsess (rab šaqe) Aššur-nirka-da-ini, der unter Aššur-nâṣir-apli II. gedient hatte. Mullissu-mukannišat-Ninua ist von ihrer Grabkammer (Grab III) in Nimrud bekannt, in der sich eine Tafel mit einer Fluchformel gegen potentielle Grabräuber fand. Das Grab fand sich beraubt, enthielt aber noch zahlreiche Skelette, die Nachbestattungen belegen. Die Identifizierung ihrer Leiche war daher nicht möglich.